# CapeFLYER
|                       |                                        |
| Land                  | Vereinigte Staaten                     |
| Einzugsgebiet         | Südöstliches Massachusetts             |
| Typ                   | Regionaler Personenzug                 |
| Inbetriebnahme        | 24. Mai 2013                           |
| Betreiber             | CCRTA mit Zügen der MBTA               |
| Nördlicher Endbahnhof | Boston South Station, Boston           |
| Südlicher Endbahnhof  | Hyannis Transportation Center, Hyannis |
| Streckenlänge         | 78 mi (125,5 km)                       |
| Spurweite             | 1.435 mm (Normalspur)                  |

CapeFLYER ist der Name eines saisonal betriebenen Personenzugs im südöstlichen Bereich des Bundesstaats Massachusetts in den Vereinigten Staaten, der zwischen Boston und Cape Cod pendelt. Der entfernt mit einem deutschen Regional-Express vergleichbare Zug wird gemeinsam von der Cape Cod Regional Transit Authority (CCRTA) sowie der Massachusetts Bay Transportation Authority (MBTA) betrieben. Eigentümerin der Strecke ist die Verkehrsbehörde Massachusetts Department of Transportation.
Der Zug fährt ausschließlich an Wochenenden (freitags bis sonntags) zwischen den US-amerikanischen Feiertagen Memorial Day und Labor Day. Die jährlichen Betriebskosten wurden vor der Inbetriebnahme auf knapp unter 200.000 $ geschätzt. Es ist seit der Einstellung des Cape Codder durch die Amtrak im Jahr 1996 der erste regelmäßig verkehrende Zug nach Cape Cod und die erste Verbindung zwischen der Boston South Station und Cape Cod seit 1959 – die Cape Cod and Hyannis Railroad betrieb einen Liniendienst von Braintree nach Cape Cod von 1984 bis 1988.
Die erste Fahrt des CapeFLYER fand am Freitag, den 24. Mai 2013 statt. An den ersten fünf Wochenenden des Betriebs konnte der Zug etwas mehr als 6000 Passagiere befördern – 310 Personen pro Woche sind erforderlich, um die Betriebskosten wieder einzuspielen.

## Betrieb

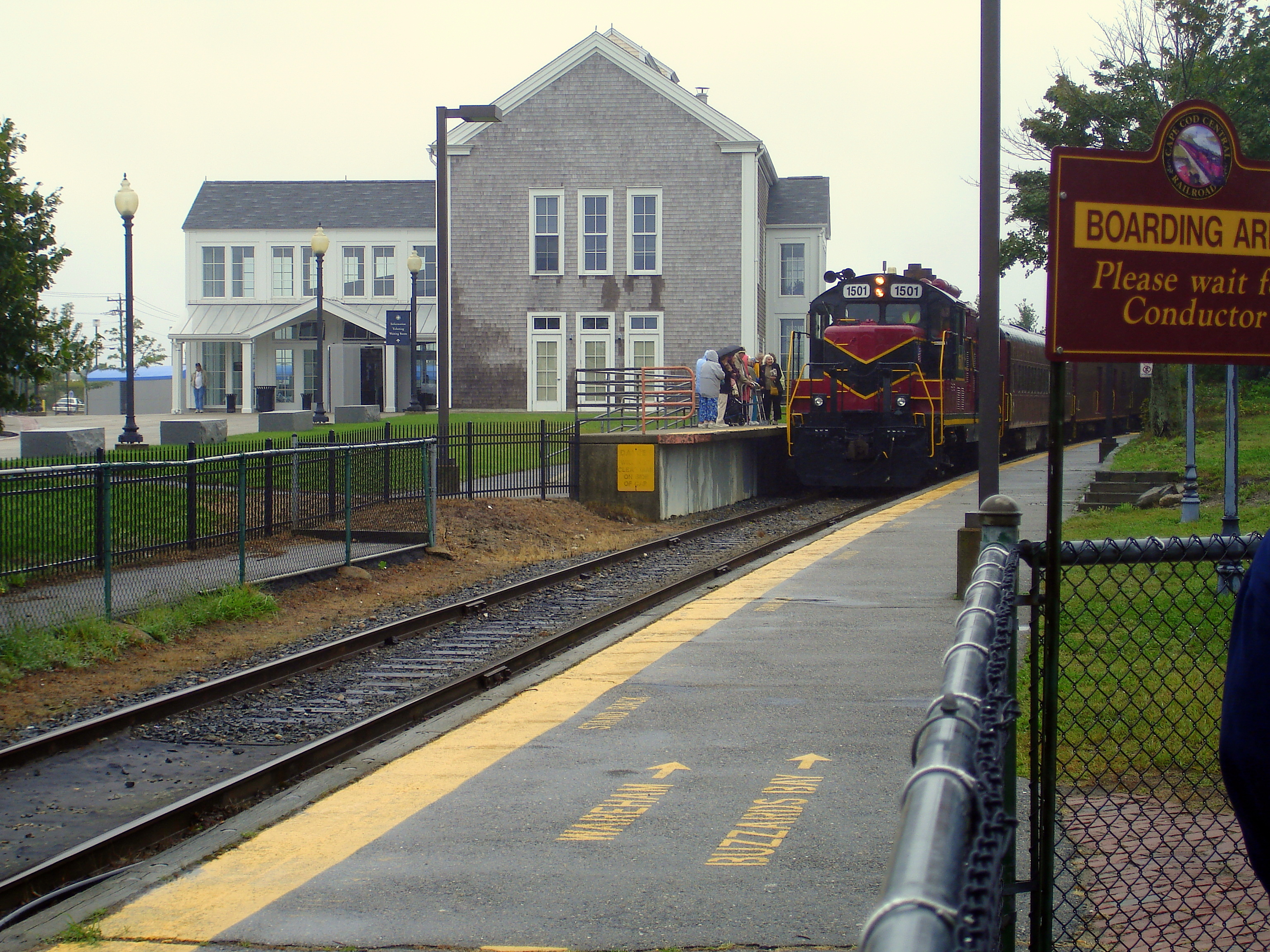
Das Hyannis Transportation Center ist der südliche Endbahnhof des CapeFLYER.

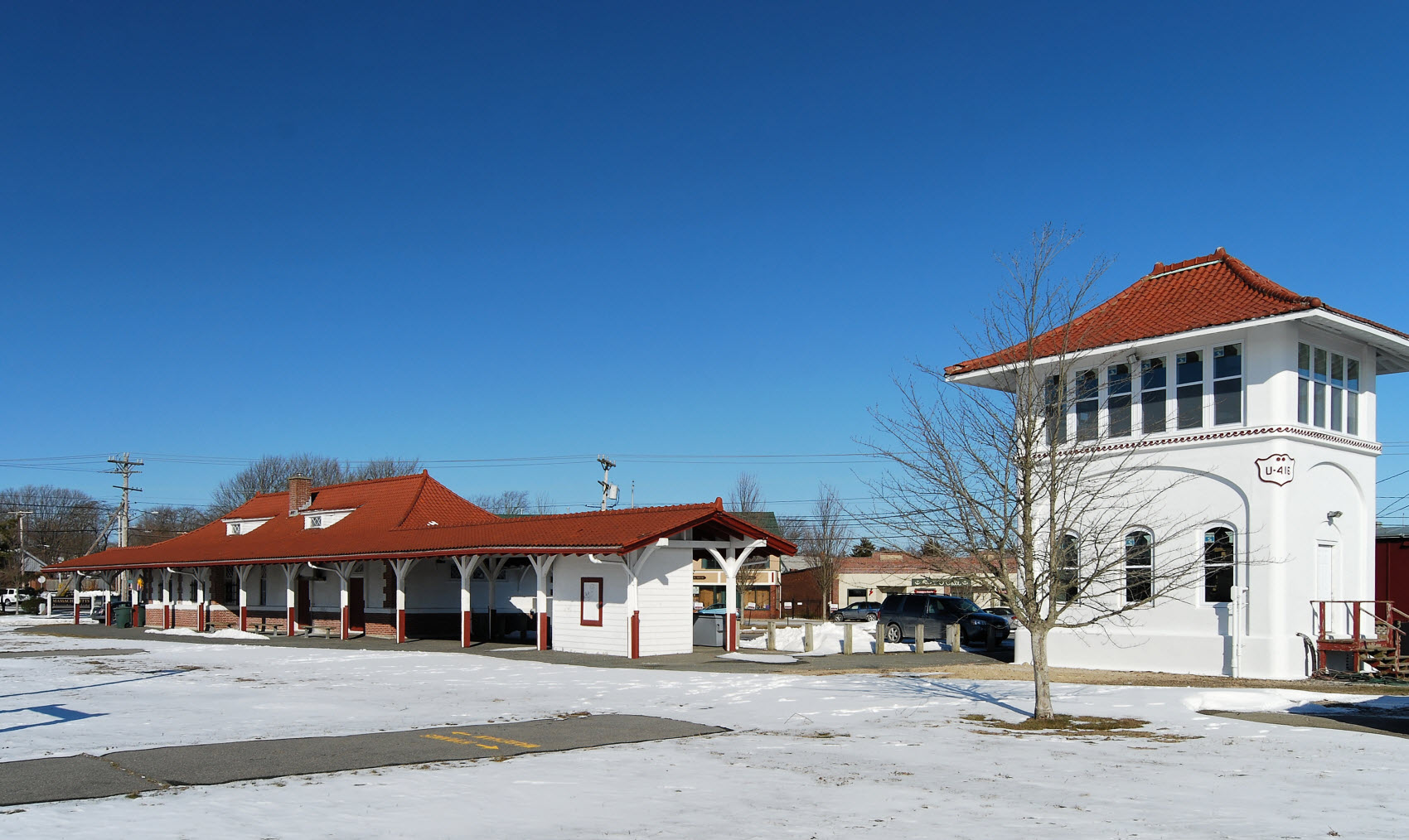
Der CapeFLYER hält auch am historischen Bahnhof in Buzzards Bay.

Die Lokomotiven und Waggons werden von der MBTA zur Verfügung gestellt, die Unterauftragnehmerin der CCRTA ist. Die Strecke folgt von Boston aus der Middleborough/Lakeville Line und führt nach deren Ende über die normalerweise ausschließlich für den Schienengüterverkehr genutzte Cape Main Line der Massachusetts Coastal Railroad weiter bis nach Hyannis.
Im Januar 2013 kündigte die CCRTA an, dass der Zug jeweils freitags die Boston South Station am späten Nachmittag verlassen und nach Zwischenhalt an zum Teil kleineren Haltepunkten seinen Endbahnhof in Hyannis erreichen werde. Die Züge, die am frühen Samstag- bzw. Sonntagmorgen in Boston abfahren, fahren hingegen ohne Halt bis zur Station Middleborough/Lakeville und dann über Buzzards Bay bis nach Hyannis. Die Züge in Richtung Boston verlassen Hyannis jeweils am frühen Freitag-, Samstag- und Sonntagabend. Darüber hinaus fährt der CapeFLYER am Memorial Day, dem US-amerikanischen Nationalfeiertag am 4. Juli und am Labor Day.
Die durchschnittliche Fahrzeit wird mit ca. 2,5 Stunden angegeben – aufgrund von Geschwindigkeitsbegrenzungen auf Teilen der Strecke kann der Zug in einigen Bereichen mit maximal 30 mph (48,3 km/h) fahren. Bei kommerziellem Erfolg des Zugs hat das Massachusetts Department of Transportation bereits angekündigt, die Strecke so auszubauen, dass der Zug durchgängig schneller fahren kann. Finanzmittel dafür stehen grundsätzlich zur Verfügung.

### Anschlussverbindungen
In Hyannis gibt es über die Anbindung an den lokalen Busverkehr der CCRTA einen indirekten Anschluss an das Fährterminal von Hy-Line Cruises, von wo aus Fähren nach Nantucket fahren.
In Buzzards Bay verbinden Shuttlebusse den Bahnhof mit dem Fährterminal der Steamship Authority in Woods Hole, von wo aus eine Anbindung an Martha’s Vineyard besteht.

### Finanzen
Die Betriebskosten des Zugs sollen im Wesentlichen durch Fahrkartenverkäufe und weitere Erlöse an Bord gedeckt werden. Nach Angaben der CCRTA sind pro Wochenende 700 Passagiere erforderlich, um keine Verluste einzufahren. Als einmalige Kosten fallen für die Instandsetzung der Strecke (Erneuerung des Oberbaus, der Signale und Bahnschwellen, Modernisierung der Bahnhöfe in Buzzards Bay und Hyannis sowie Reparaturen an Bahnübergängen) insgesamt $ 3,4 Mio. an.

### Dienstleistungen
An Bord werden ein freier WLAN-Zugang und weitere Vergünstigungen angeboten.

### Liste der Haltestellen
- Karte mit allen Koordinaten der Stationen des CapeFLYER:
- OSM |
- WikiMap

Der CapeFLYER hält an folgenden Stationen:
| Name                          | Ort          | Anschlussverbindung(en)                                     | Koordinaten                  | Bemerkungen                                                                                         |
| ----------------------------- | ------------ | ----------------------------------------------------------- | ---------------------------- | --------------------------------------------------------------------------------------------------- |
| Boston South Station          | Boston       | Amtrak, MBTA Commuter Rail, MBTA Bus, Red Line, Silver Line | 42° 21′ 7″ N, 71° 3′ 19″ W   | Größter Bahn- und Busbahnhof der Metropolregion Greater Boston, nördlicher Endbahnhof des CapeFLYER |
| JFK/UMass                     | Boston       | MBTA Commuter Rail, MBTA Bus, Red Line                      | 42° 19′ 14″ N, 71° 3′ 9″ W   | |
| Quincy Center                 | Quincy       | MBTA Commuter Rail, MBTA Bus, Red Line                      | 42° 15′ 3″ N, 71° 0′ 17″ W   | |
| Braintree                     | Braintree    | MBTA Commuter Rail, MBTA Bus, Red Line                      | 42° 12′ 27″ N, 71° 0′ 5″ W   | Südlicher Endbahnhof des Braintree-Zweigs der Red Line                                              |
| Holbrook/Randolph             | Randolph     | Middleborough/Lakeville Line                                | 42° 9′ 23″ N, 71° 1′ 38″ W   | |
| Montello                      | Brockton     | Middleborough/Lakeville Line                                | 42° 6′ 23″ N, 71° 1′ 18″ W   | |
| Brockton                      | Brockton     | Middleborough/Lakeville Line                                | 42° 5′ 5″ N, 71° 1′ 0″ W     | |
| Campello                      | Brockton     | Middleborough/Lakeville Line                                | 42° 3′ 39″ N, 71° 0′ 40″ W   | |
| Bridgewater                   | Bridgewater  | Middleborough/Lakeville Line                                | 41° 59′ 7″ N, 70° 57′ 57″ W  | |
| Middleborough/Lakeville       | Lakeville    | Middleborough/Lakeville Line                                | 41° 52′ 42″ N, 70° 55′ 6″ W  | |
| Wareham Village               | Wareham      | Middleborough/Lakeville Line                                | 41° 45′ 29″ N, 70° 42′ 54″ W | |
| Buzzards Bay Train Station    | Buzzards Bay | Cape Cod Central Railroad                                   | 41° 44′ 42″ N, 70° 36′ 57″ W | |
| Bourne Train Station          | Bourne       | Cape Cod Central Railroad                                   | 41° 44′ 49″ N, 70° 35′ 17″ W | |
| Hyannis Transportation Center | Hyannis      | Cape Cod Central Railroad                                   | 41° 39′ 22″ N, 70° 16′ 48″ W | Südlicher Endbahnhof des CapeFLYER                                                                  |

## Nutzung der Strecke im Zeitverlauf

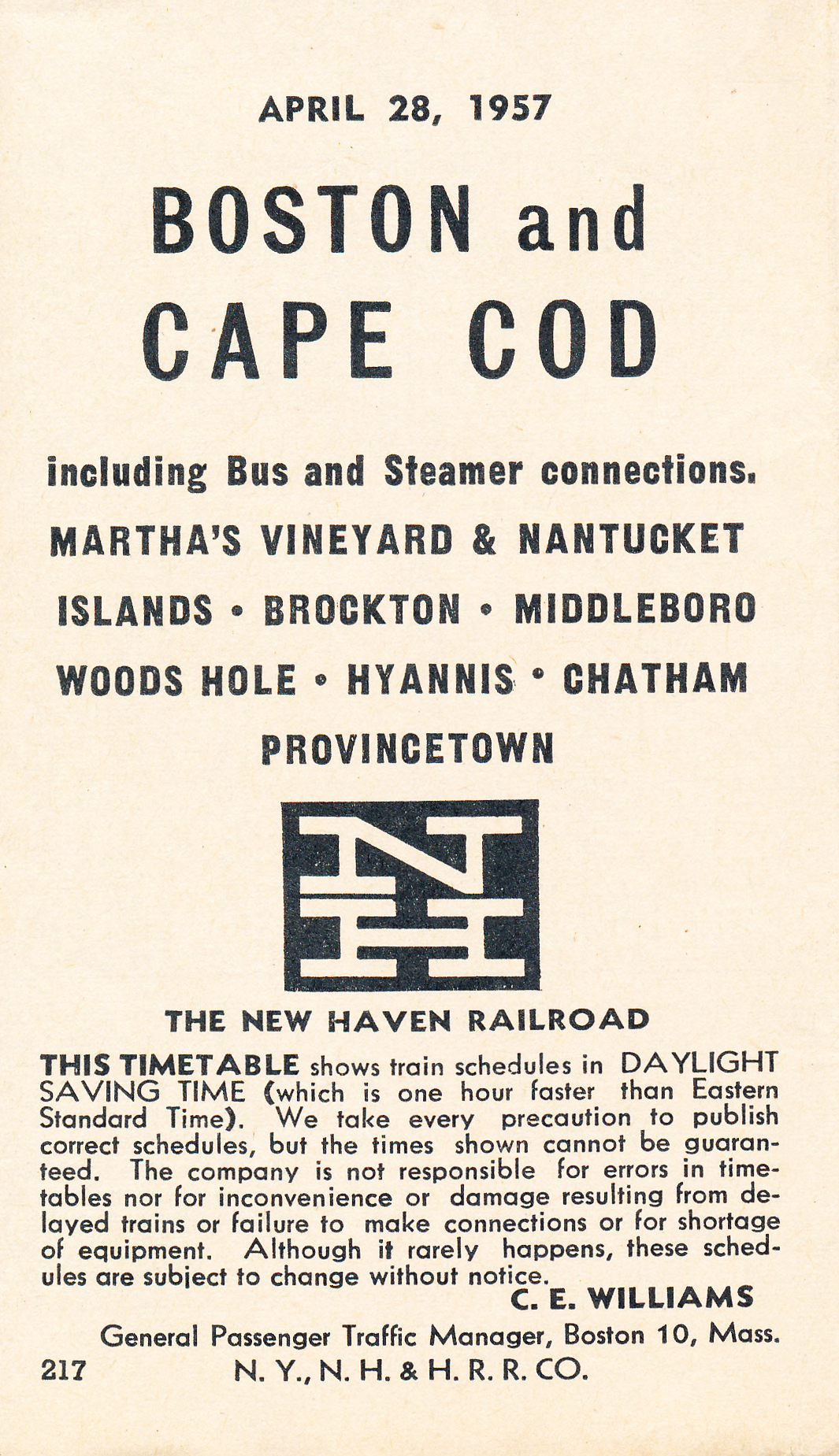
Deckblatt des Fahrplans der New York, New Haven and Hartford Railroad von Boston nach Cape Cod vom 28. April 1957

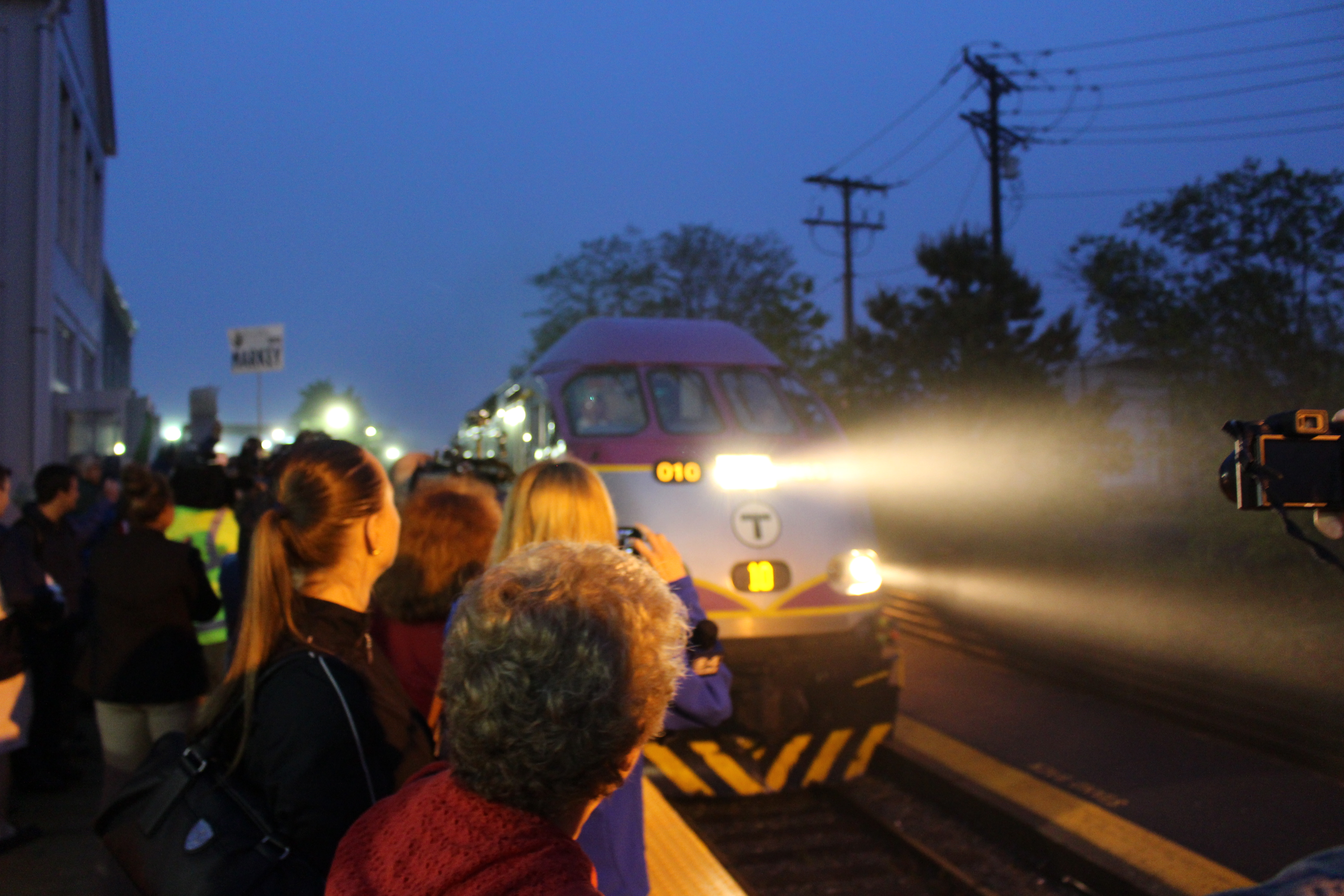
Ankunft des CapeFLYER in Hyannis auf seiner Jungfernfahrt im Mai 2013

Der letzte nach Fahrplan eingesetzte Zug verließ Hyannis in Richtung Boston am 30. Juni 1959 um 17:34 Uhr, nachdem die New York, New Haven and Hartford Railroad den Betrieb der Old Colony Lines eingestellt hatte. Bis zu diesem Zeitpunkt fuhren Züge wie bspw. The Cranberry, The Sand Dune oder The Buttermilk Bay regelmäßig auf dieser Strecke. Der Betrieb nach Provincetown wurde bereits 1941 eingestellt.
Es gab zwischenzeitlich immer wieder Bemühungen, zwischen Boston und Cape Cod Personenzüge erfolgreich zu betreiben. So verhandelte unter anderem die damalige Eigentümerin der Strecken Penn Central im Jahr 1974 mit den lokalen und staatlichen Behörden um eine Wiederaufnahme des Betriebs. Um die Strecke wenigstens für den Schienengüterverkehr nutzen zu können, kaufte der Commonwealth of Massachusetts im Jahr 1976 die verbliebenen Strecken am Cape Cod.
Im Sommer des Jahres 1979 wurde eine Woche lang versuchsweise ein Personenzug zwischen Hyannis, Buzzards Bay und Falmouth eingesetzt, nachdem die Gleise instand gesetzt worden waren. Die Politik erhoffte sich einen neuen Regelbetrieb bis spätestens 1981 – tatsächlich jedoch kam der Betrieb über diese Versuchswoche nicht hinaus. In den Sommermonaten der Jahre 1984 bis 1988 betrieb die Cape Cod and Hyannis Railroad einen Personenzug zwischen Braintree und dem Cape Cod und beförderte mit diesem zuletzt 89.000 Passagiere pro Jahr.
Im Februar 1989 musste die Bahngesellschaft trotz des Erfolgs ihren Betrieb einstellen, da aufgrund der damaligen staatlichen Finanzkrise das Massachusetts Executive Office of Transportation die Subventionierung der Strecke beenden musste. Von 1986 bis 1996 betrieb die Amtrak einen als Cape Codder bekannt gewordenen Personenzug, der von der Washington Union Station in Washington, D.C. bzw. von der New York Pennsylvania Station in New York City bis nach Hyannis fuhr. Dabei nutzte der Zug zwischen Attleboro und Taunton eine Strecke, die früher Teil der Taunton Branch Railroad gewesen war. Um von Hyannis nach Boston zu gelangen, mussten die Fahrgäste an der Providence Station in Providence (Rhode Island) auf die Providence/Stoughton Line der MBTA oder den Northeast Regional der Amtrak umsteigen.
Im Frühjahr 2011 erhielt eine Beratungsgesellschaft von der CCRTA den Auftrag, „[physische und andere] Hindernisse sowie Finanzierungsmöglichkeiten im Zusammenhang mit einer Wiederbelebung des Schienenpersonenverkehrs nach Cape Cod“ zu untersuchen. Die Aufnahme des Betriebs war bereits für 2012 vorgesehen, wurde jedoch auf 2013 verschoben, um dem Eindruck entgegenzuwirken, der neue Zug könnte die finanziellen Probleme der MBTA weiter verstärken.